# Nikolaj Arcel
Nikolaj Arcel (Copenhague; 25 de agosto de 1972) es un director de cine y guionista danés. Es más conocido por la película de 2012 Un asunto real, que ganó dos premios en el Festival de Cine de Berlín y estuvo nominada a Mejor película de lengua extranjera en los Premios Óscar.
Actualmente se encuentra afincado en Hollywood.

## Primeros años
Arcel nació y creció en Copenhague. Su hermana es la actriz Nastja Arcel. Estudió en la Escuela Bernadotte de Hellerup y fue a la secundaria Østre Borgerdyd.
Luego se matriculó en la Escuela de Cine de Dinamarca hasta 2001. Su proyecto de graduación, el cortometraje Woyzeck Last Symphony, ganó el premio del Festival Internacional de Cortometrajes Clermont-Ferrand.

## Carrera
Arcel hizo su debut como director en 2004 con El juego del rey, un thriller político que ganó el premio a Mejor Director en los Premios de la Academia de Cine danesa. Después vinieron la película de aventuras Isla de las almas perdidas en 2007 y la comedia La verdad sobre los hombres en 2010.
Tras experimentar el éxito internacional con Un asunto real, se mudó a Hollywood. En 2017 dirigió la cinta La torre oscura, adaptación de la serie homónima de novelas de Stephen King.

## Filmografía

### Largometrajes

#### Director
- El juego del rey (2004)
- Isla de las almas perdidas (2007)
- La verdad sobre los hombres (2010)
- Un asunto real (2012)
- La Torre Oscura (2017)
- Bastarden (2023)
- Fábulas (TBA)

#### Guionista
- Klatretøsen (2002)
- El juego del rey (2004)
- Isla de las almas perdidas (2007)
- Cecilie  (2007)
- Fightgirl Ayse (2007)
- Viaje a Saturno (2008)
- La Chica con el Tatuaje de Dragón (2009)
- La verdad sobre los hombres (2010)
- Un asunto real (2012)
- Kvinden i Bureta (2013)
- La Torre Oscura (2017)

### Cortometraje
- Woyzecks sidste symfoni (2001)

### Televisión
- Milenio (2 episodios)

## Premios y distinciones
Premios Óscar
| Año  | Categoría                                       | Película       | Resultado |
| ---- | ----------------------------------------------- | -------------- | --------- |
| 2013 | Mejor película extranjera (de habla no inglesa) | Un asunto real | Nominado  |

Premios Globo de Oro
- Película Extranjera, 70.º Premios Globo de Oro (nominado)

Festival Internacional de Cine de Berlín
- Mejor guion, 62.º Festival Internacional de Cine de Berlín (ganador)

Premios César
- 38.º Premios César (nominado)

Otros
- 2004 Mejor director, Premios Robert (ganador)
- 2012 Premio Dreyer